# Aisha Rocek
Aisha Rocek (* 29. Dezember 1998 in Erba) ist eine italienische Ruderin und Vizeeuropameisterin im Vierer ohne Steuerfrau.

## Karriere
Rocek gewann 2016 zusammen mit Caterina Di Fonzo die Goldmedaille im Zweier ohne Steuerfrau bei den Junioren-Europameisterschaften. Bei den Junioren-Weltmeisterschaften konnten die beiden vor den Booten aus Dänemark und den USA ebenfalls den Titel gewinnen.
2017 belegte sie mit Veronica Calabrese, Ilaria Broggini und Caterina Di Fonzo den vierten Platz bei den Europameisterschaften im Vierer ohne Steuerfrau. Bei den U23-Weltmeisterschaften ging sie mit Carmela Pappalardo, Giorgia Pelacchi und Ludovica Serafini ebenfalls im Vierer ohne Steuerfrau an den Start. Gemeinsam belegten sie im Finale den fünften Platz. Anschließend starteten die vier im September auch noch bei der Weltmeisterschaft in Sarasota-Bradenton. Hier verpassten sie die Qualifikation für das A-Finale und belegten mit dem zweiten Platz im B-Finale am Ende den achten Platz. Ein Jahr später ging sie beim zweiten Weltcup der Saison 2018 in Linz/Ottensheim an den Start. Zusammen mit Stefania Gobbi, Benedetta Faravelli und Giorgia Pelacchi wurde sie Sechste im Vierer ohne. Bei den U23-Weltmeisterschaften startete sie mit Giorgia Pelacchi im Zweier ohne. Mit dem vierten Platz im Halbfinale verpassten sie die Qualifikation für das A-Finale. Das B-Finale konnten sie gewinnen und schlossen den Wettbewerb damit auf dem siebten Platz ab. Für die Europameisterschaften stiegen die beiden wieder in den Vierer ohne, dieses Mal zusammen mit Veronica Calabrese und Ilaria Broggini. Sie fuhren als Zweite im B-Finale über die Ziellinie und belegten so den achten Platz. In derselben Kombination wurden sie Vierte im B-Finale der Weltmeisterschaft, die sie so auf Platz 10 beendeten.
Zu Beginn der Saison 2019 startete sie mit einer neuen Partnerin im Zweier ohne bei den Europameisterschaften. Zusammen mit Kiri Tontodonati konnte sie das Halbfinale gewinnen und sich für das A-Finale qualifizieren. Hinter den Booten aus Spanien und Rumänien gewannen sie die Bronzemedaille. Anschließend traten sie beim zweiten Weltcup der Saison in Posen an, wo sie den fünften Platz belegten. Zum Abschluss der Saison starteten sie bei den Weltmeisterschaften in Linz/Ottensheim. Durch den dritten Platz im Halbfinale qualifizierten sie sich für das A-Finale. Im Finale kamen sie aber nicht über den sechsten Platz hinaus. Nachdem 2020 der Großteil der Saison abgesagt wurde, startete sie im Oktober bei den Europameisterschaften mit Kiri Tontodonati, Alessandra Patelli und Chiara Ondoli im Vierer ohne. Dieses Mal gewannen die Italienerinnen die Silbermedaille hinter den Niederländerinnen. Bei der Olympischen Regatta in Tokio belegten Tontodonati und Rocek den 12. Platz bei 13 teilnehmenden Zweiern.

## Internationale Erfolge
- 2016: Goldmedaille Junioren-Europameisterschaften im Zweier ohne Steuerfrau
- 2016: Goldmedaille Junioren-Weltmeisterschaften im Zweier ohne
- 2017: 4. Platz Europameisterschaften im Vierer ohne Steuerfrau
- 2017: 5. Platz U23-Weltmeisterschaften im Vierer ohne
- 2017: 8. Platz Weltmeisterschaften im Vierer ohne
- 2018: 7. Platz U23-Weltmeisterschaften im Zweier ohne
- 2018: 8. Platz Europameisterschaften im Vierer ohne
- 2018: 10. Platz Weltmeisterschaften im Vierer ohne
- 2019: Bronzemedaille Europameisterschaften im Zweier ohne
- 2019: 6. Platz Weltmeisterschaften im Zweier ohne
- 2020: Silbermedaille Europameisterschaften im Vierer ohne
- 2021: 6. Platz Europameisterschaften im Vierer ohne
- 2021: 12. Platz Olympische Spiele 2020 im Zweier ohne
- 2022: 7. Platz Europameisterschaften im Zweier ohne
- 2022: 4. Platz Europameisterschaften im Achter
- 2022: 9. Platz Weltmeisterschaften im Vierer ohne
- 2023: 6. Platz Weltmeisterschaften im Achter
- 2024: Bronzemedaille Europameisterschaften im Achter
- 2024: 6. Platz Olympische Spiele im Achter